# In Times Before the Light
In Times Before the Light es el primer álbum en estudio de la banda del black metal Covenant lanzado en 1997 por Mordgrimm. Fue relanzado en el 2007, por Head Not Found, con nueva portada y una bonustrack: From the Storm of Shadows. 

## Lista de canciones
1. Towards the Crown of Nights – 6:30
2. Dragonstorms – 5:20
3. The Dark Conquest – 7:39]
4. From the Storm of Shadows – 5:35
5. Night of the Blackwinds – 3:57
6. The Chasm – 4:39
7. Visions of a Lost Kingdom – 5:57
8. Through the Eyes of the Raven – 5:05
9. In Times Before the Light – 6:04
10. Monarchs of the Mighty Darkness – 6:16

- Datos: Q1937707